# Fatboy Slim
Норман Квентин Кук (англ. Norman Quentin Cook, имя при рождении Квентин Лео Кук (англ. Quentin Leo Cook); род. 31 июля 1963) — британский музыкант в жанре танцевальной музыки, наиболее известный как Fatboy Slim. Его стиль — биг-бит, комбинация хип-хопа, брейкбита, рока и ритм-н-блюза.

## Юность
Кук родился в Бромли, графство Кент. Он вырос в Рейгейте, графство Суррей, и получил образование в Рейгейтской средней школе, где брал уроки игры на скрипке вместе с будущим премьер-министром Великобритании, Киром Стармером. Когда ему было 14 лет, его брат принес домой первый альбом панк-группы The Damned. С того времени Кук стал увлекаться панком. Он начал посещать концерты и играть в панк-группах. Он был участником рок-группы Disque Attack. Когда вокалист группы, Чарли Алкок покинул группу, его место занял Кук. В Железнодорожной таверне в Рейгейте Кук познакомился с Полом Хитоном, вместе с которым они создали группу Stomping Pondfrogs.
В 18 лет Кук поступил в Брайтонский политехнический институт. Он уже работал диджеем несколько лет, но именно в это время он начал развивать свои навыки на клубной сцене, регулярно появляясь в Brighton Belle и The Basement.

## Карьера

### 1985―1995: От The Housemartins до The Mighty Dub Katz
В 1985 году Хитон основал группу под названием The Housemartins. Их басист ушел накануне первого тура, поэтому Кук согласился переехать в Кингстон-апон-Халл, чтобы присоединиться к ним. Вскоре группа выпустила сингл «Happy Hour», а два их альбома, London 0 Hull 4 и The People Who Grilled Themselves to Death, вошли в Топ-10 чарта UK Albums Chart . Следующий их сингл «Caravan of Love» занял 1-е место. К 1988 году группа распалась. Хитон и  Дэйв Хемингуэй сформировали группу The Beautiful South, в то время как Кук вернулся в Брайтон и к тому стилю музыки, который он предпочитал. Он начал работать с Саймоном Торнтоном.
Кук сформировал коллектив Beats International, в который вошли вокалисты Линди Лейтон, Лестер Ноэль, D.J. Baptiste и MC Wildski, а также клавишник Энди Бушер. Их первый альбом, Let Them Eat Bingo, включал сингл «Dub Be Good to Me», который вызвал судебный спор из-за обвинений в нарушении авторских прав из-за использования сэмплов: басовая линия была взята из песни The Clash «The Guns of Brixton», а тексты песен заимствованы из песни группы S. O. S. «Just Be Good to Me». Кук проиграл дело, и должен был выплатить сумму, в два раза превышающую его гонорар, что привело его к банкротству. Следующий альбом 1991 года Excursion on the Version, не смог повторить успех своего предшественника, так как не попал в чарты.
Затем Кук сформировал группу Freak Power с музыкантом Эшли Слейтером и певцом Джесси Грэмом. Они выпустили свой дебютный альбом Drive-Thru Booty в 1994 году, который содержал сингл «Turn On, Tune In, Cop Out». Бренд Levi's использовал эту песню в многомиллионной рекламной кампании. В 1996 году Кук присоединился к Freak Power для их второго альбома More of Everything for Everybody.
Кук заручился помощью друзей-продюсеров Тима Джеффри и Джей Си Рида, чтобы создать альбом хаус-музыки под названием Pizzaman. Альбом вышел в 1995 году и содержал три сингла, вошедших в Топ-40 хитов: «Trippin' on Sunshine», «Sex on the Streets» и «Happiness». Компания Del Monte Foods использовала песню «Happiness» в рекламе фруктовых соков в Великобритании. Клипы для трех синглов были сняты режиссером Майклом Домиником.
Далее Кук формирует группу The Mighty Dub Katz с Гаретом Хенсомом. Вместе они основали ночной клуб Boutique в Брайтоне и записали сингл «Magic Carpet Ride».

### 1996―2008: Fatboy Slim
В 1996 году Кук взял псевдоним Fatboy Slim. О своем псевдониме он сказал следующее:
Он ничего не значит. За эти годы я наговорил столько разной лжи, что уже не помню где правда. Это просто оксюморон, который не может существовать.
Первый альбом Fatboy Slim, Better Living Through Chemistry содержал хит «Everybody Needs a 303». Следующим синглом стал «The Rockafeller Skank», выпущенный перед альбомом You’ve Come a Long Way, Baby. Сингл «Praise You», со второго альбома, стал хитом номер 1 в Великобритании. А музыкальный клип на песню со Спайком Джонсом в главной роли завоевал множество наград. 9 сентября 1999 года Кук исполнил «Praise You» на церемонии MTV Video Music Awards 1999 года в Нью-Йорке и получил три награды.
В 2000 году Fatboy Slim выпустил свой третий студийный альбом Halfway Between the Gutter and the Stars, в котором были представлены две коллаборации с Мэйси Грэй и Weapon of Choice, а также удостоенный наград клип с Кристофером Уокеном в главной роли. В альбом также вошла песня «Sunset (Bird of Prey)». В 2001 году на церемонии MTV Video Music Awards в Нью-Йорке Fatboy Slim получил шесть наград за «Weapon of Choice», самое большое количество наград на церемонии.
В 2003 году он спродюсировал синглы «Crazy Beat» и «Gene by Gene» из альбома «Think Tank» группы Blur, а в 2004 году выпустил альбом Palookaville.
19 июня 2006 года был выпущен альбом The Greatest Hits – Why Try Harder.

### 2008―2012: The Brighton Port Authority
Проект The Brighton Port Authority дебютировал в 2008 году в сотрудничестве с Дэвидом Бирном и Диззи Раскал с песней «Toe Jam», а также клипом с обнаженными танцовщицами.
Дебютный альбом группы, I Think We're Gonna Need a Bigger Boat был выпущен 6 января 2009 года исключительно на Amazon.com.
В 2010 году Кук выпустил альбом The Legend Returns . Он вернулся как Fatboy Slim, выступая на фестивале Ultra Music Festival в Майами в марте 2012 года.
12 августа 2012 года он выступил на церемонии закрытия летних Олимпийских игр 2012 года с песнями «Rockefeller Skank» и «Right Here, Right Now».

### 2013―настоящее время: Возвращение к Fatboy Slim
20 июня 2013 года Кук выпустил свой первый за семь лет чартовый сингл «Eat, Sleep, Rave, Repeat» с Ривой Старр и Beardyman. Поддержанная ремиксом шотландского диджея Кэлвина Харриса, песня возглавила UK Dance Chart в том же году.
В 2015 году Кук выпустил альбом Halfway Between the Gutter and the Stars.
В 2017 году Fatboy Slim вернулся со синглом «Where U Iz», выпущенным 3 марта того же года. Позже в том же году он выпустил сингл «Boom F**king Boom».
В 2018 году был выпущен альбом ремиксов австралийских исполнителей под названием Fatboy Slim vs. Australia.

## Личная жизнь
В 1999 году Кук женился на телеведущей Зои Болл в Бабингтон-хаусе в Сомерсете. В январе 2003 года они расстались, но через три месяца снова сошлись. У них есть сын Вуди Фред Кук (родился 15 декабря 2000 года) и дочь Нелли Мэй Лоис (родилась 14 января 2010 года). Они проживали на Западной Эспланаде, в Портслейде. 24 сентября 2016 года Кук и Болл объявили о разводе после 18 лет совместной жизни.
4 марта 2009 года Кук зарегистрировался в реабилитационном центре в Борнмуте для борьбы с алкоголизмом. Кук покинул клинику в конце марта. По состоянию на 4 марта 2019 года он не употребляет наркотики и алкоголь в течение 10 лет.

## Группы и псевдонимы
- The Housemartins
- Beats International
- Freak Power
- Pizzaman
- The Mighty Dub Katz
- Yum Yum Head Food
- Sunny Side Up
- Chemistry
- DJ Delite Used in DJ Tools (e.g. acapellas) for Fatboy Slim Singles
- The Feelgood Factor
- Sensataria
- Son Of A Cheeky Boy
- Son Of Wilmot
- The Joker
- Norman Cook

## Дискография

### Альбомы
- Better Living Through Chemistry (1996)
- You've Come a Long Way, Baby (1998)
- Halfway Between the Gutter and the Stars (2000)
- Palookaville (2004)
- Here Lies Love (совместно с Дэвидом Бирном) (2010)

### Синглы
| Год  | Сингл                              | UK Singles Chart | Альбом                                   |
| ---- | ---------------------------------- | ---------------- | ---------------------------------------- |
| 1996 | «Everybody Needs a 303»            | #191             | Better Living Through Chemistry          |
| 1996 | «Punk to Funk»                     | #177             | Better Living Through Chemistry          |
| 1997 | «Going Out of My Head»             | #57              | Better Living Through Chemistry          |
| 1997 | «Everybody Needs a 303 (Remix)»    | #34              | Better Living Through Chemistry          |
| 1998 | «The Rockafeller Skank»            | #6               | You've Come a Long Way, Baby             |
| 1998 | «Gangster Trippin»                 | #3               | You've Come a Long Way, Baby             |
| 1999 | «Praise You»                       | #1 (#36 US)      | You've Come a Long Way, Baby             |
| 1999 | «Right Here Right Now»             | #2               | You've Come a Long Way, Baby             |
| 2000 | «Sunset (Bird of Prey)»            | #9               | Halfway Between the Gutter and the Stars |
| 2001 | «Demons» (feat. Macy Gray)         | #16              | Halfway Between the Gutter and the Stars |
| 2001 | «Star 69» / «Weapon of Choice»     | #10              | Halfway Between the Gutter and the Stars |
| 2001 | «Song for Shelter» / «Ya Mama»     | #30              | Halfway Between the Gutter and the Stars |
| 2001 | «Drop The Hate» (только на виниле) | #101             | Halfway Between the Gutter and the Stars |
| 2002 | «Retox» (только на виниле)         | #73              | Halfway Between the Gutter and the Stars |
| 2004 | «Slash Dot Dash»                   | #12              | Palookaville                             |
| 2004 | «Wonderful Night»                  | #51              | Palookaville                             |
| 2005 | «The Joker»                        | #32              | Palookaville                             |
| 2005 | «Don't Let The Man Get You Down»   | #153             | Palookaville                             |
| 2006 | «That Old Pair of Jeans»           | #39              | The Greatest Hits - Why Try Harder       |
| 2006 | «Champion Sound»                   |                  | The Greatest Hits - Why Try Harder       |
| 2007 | «The Greatest Hits Remixed»        |                  | The Greatest Hits Remixed                |
| 2009 | «Dance Bitch»                      |                  | Dance Bitch                              |

### DVD
- Big Beach Boutique II - The Movie (2002)
- The Greatest Hits — Why Make Videos (2006)